# نرخ بیکاری در چین
نرخ بیکاری چین به علت افزایش چندی و تأثیر نابرابر آن بر ناحیه‌های گوناگون اجتماعی، در سال‌های پیشین، یک مسئله اجتماعی جدی در چین بوده‌است، که زمان اجرای سیاست درهای باز در روزهای نخستین دهه ۱۹۸۰، نفوذ سرمایه‌گذاری خارجی در چین به شدت افزایش پیدا کرد. بعد از آن رابطه بین شرکت‌های سرمایه‌گذاری خارجی و توسعه بازار کار شهری دوگانه می‌باشد. بعد از آن مخالفان بر شکل مقررات بازار کار اثر می‌گذارند. با این شرایط موجود، شرکت‌های سرمایه‌گذاری خارجی نیز به منبع اصلی تقاضا برای کارگران مهاجر ناحیه‌های شهری و روستایی دگرگون می‌شوند. بعد از آن بهره جویی نیروی کار چین از طرف شرکت‌های خارجی منجر به کمبود نیروی کار شرکت‌های داخلی می‌شود. عوامل جمعیتی نیز بر بیکاری در چین مؤثر است، که برخی از آن عوامل عواملی همچون سن و جنس. موقعیت زنان در بازار کار با کاهش نرخ مشارکت نیروی کار، افزایش بیکاری، افزایش شدت کار و افزایش شکاف دستمزد جنسیتی رو به وخامت گذاشته‌است. اقتصاد چین برای بهتر شدن پس از ۳ سال قرنطینگی «صفر کووید» با موانعی بیش از اندازه روبرو می‌شود، چون داده‌های گذشته نمایانگر کندی مداوم رشد می‌باشد. بنابر این، بیکاری در چین به شکل قابل توجهی به خصوص در بین جوانان جمعیت، افزایش پیدا کرده‌است.